# Цибрица
Цибрица (Cibrica; Tsibritsa; Tzibritza; на латински: Ciabrus) е река в Северозападна България, област Монтана – общини Монтана, Якимово и Вълчедръм, десен приток на река Дунав. Дължината ѝ е 87,5 km, която ѝ отрежда 35-о място сред реките на България.

## Географска характеристика

### Извор, течение, устие
Река Цибрица извира северно от Костин връх (871 m) в Широка планина, част от Предбалкана на 818 m н.в. под името Селска бара. При село Клисурица получава отдясно водите на река Клисурица и се насочва на изток вече под името Цибрица. След село Дългоделци завива на североизток и тече в широка асиметрична долина с по-стръмни десни брегове. Влива се отдясно в река Дунав на 716-и km, на 27 m н.в., на 700 m източно от село Долни Цибър.

### Водосборен басейн, притоци
Площта на водосборния басейн на река Цибрица е 933,6 km2, като граничи само с други два водосборни басейна – на северозапад река Лом и на югоизток и юг – с водосборния басейн на река Огоста.
Основни притоци: леви – Цибър, Турловица, Душилница (Барата); десни – Клисурица, Винишка бара, Селска река.

### Хидрографски показатели
Средният многогодишен отток, при с. Игнатово, е 2,05 m3/s, с изразен максимум през пролетта – март-април.

## Селища
По течението на реката са разположени 11 населени места – 1 град и 10 села:
- Община Монтана – селата Смоляновци, Клисурица и Безденица;
- Община Якимово – селата Долно Церовене, Дългоделци и Якимово;
- Община Вълчедръм – село Черни връх, град Вълчедръм, селата Разград, Златия и Игнатово.

## Стопанско значение
От село Игнатово до устието течението на реката е коригирано с водозащитни диги против наводнения.
Фауна
От 23 до 30 юни 1984 тогавашното Българско природоизпитателно дружество по инициатива на дългогодишния му председател Илия Яков, провежда първата изследователска експедиция („Цибрица' 84"), по време на която участниците изследват животинския свят по цялото протежение (88 km) на реката от изворите ѝ при с. Смоляновци до нейното устие при с. Долни Цибър. Установени са 64 вида птици, 10 вида земноводни и влечуги, 10 вида бозайници (освен прилепите) и др. .
В басейна на реката има изградени няколко десетки микроязовира („Клисурица", „Слатина", „Козоровец", „Сврача бара", „Гръгоровото", „Яза", „Вълков връх", „Ковачица", „Липница" и др.), които се използват основно за напояване, риболов и отдих.
От село Долно Церовене до село Долни Цибър, на протежение от 37,2 km покрай левия бряг на реката преминава третокласен път № 818 от Държавната пътна мрежа.
През древността на реката се намирал Циабрус или Цибрус (Ciabrus), град на тракийското племе трибали.

## Топографска карта
- Лист от карта K-34-11. Мащаб: 1 : 100 000.
- Лист от карта K-34-12. Мащаб: 1 : 100 000.
- Лист от карта K-34-22. Мащаб: 1 : 100 000.
- Лист от карта K-34-23. Мащаб: 1 : 100 000.